# Singur de cart
Singur de cart este un film românesc din 1983 regizat de Tudor Mărăscu. Rolurile principale au fost interpretate de actorii Dragoș Pâslaru, Irina Petrescu, Octavian Cotescu, Vasile Nițulescu.

## Distribuție
Distribuția filmului este alcătuită din:
- Bogdan Stanoevici — Gigi
- Mariana Buruiană — necreditată
- Simion Negrilă
- Radu Panamarenco
- Dragoș Pâslaru — Pavel
- Nicolae Praida — Tudose
- Ion Anghel
- Irina Petrescu — Ioana
- Cornel Mihalache
- Ileana Codarcea
- Valentin Uritescu — Ștefan
- Nicolae Albani
- Astra Dan Radu
- Octavian Cotescu — Eugen
- Mitzura Arghezi
- Marcel Gingulescu — Luca
- Constantin Cojocaru
- Dorel Vișan
- Vasile Nițulescu — Marinarul
- Andrii Traian
- Ion Chițoiu
- Nicolae Dide
- Adriana Trandafir
- Horațiu Mălăele — Manoliu
- Medeea Marinescu — Ingrid
- Ioan Luchian Mihalea
- Răzvan Popa
- Nineta Gusti — Mama Ioanei

## Primire
Filmul a fost vizionat de 1.075.833 de spectatori în cinematografele din România, după cum atestă o situație a numărului de spectatori înregistrat de filmele românești de la data premierei și până la data de 31 decembrie 2014 alcătuită de Centrul Național al Cinematografiei.